# Jan Śniadecki

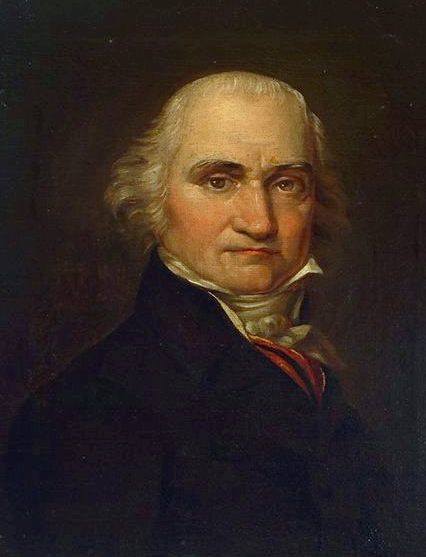
Jan Śniadecki.

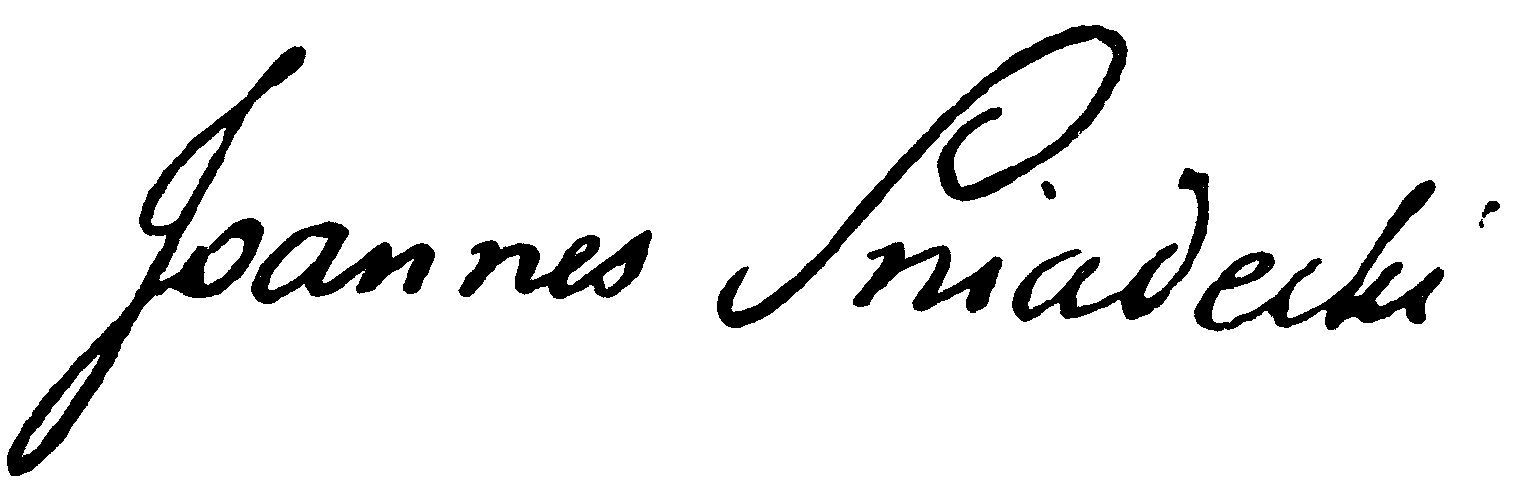
De handtekening van Jan Śniadecki.

Jan Śniadecki (Żnin, 19 augustus 1756 - Jašiūnai, 9 november 1830) was een Poolse wiskundige, astronoom en filosoof.

## Biografie
Hij studeerde eerst aan  de Jagiellonische Universiteit in Krakau en nadien in Parijs. Hij werd rector magnificus van de Universiteit van Vilnius. Als wiskundige legde hij zich vooral toe op de kansrekening.
Hij was de broer van Jędrzej Śniadecki.
- Bibliothèque nationale de France: cb123726267 (data)
- CiNii: DA14285270
- Gemeinsame Normdatei: 119476215
- International Standard Name Identifier: 0000 0000 8394 0890
- Library of Congress Control Number: n81073640
- Nationale Bibliotheek van Tsjechië: js2004257933
- Nationale Bibliotheek van Israël: 987007277099105171
- Nederlandse Thesaurus van Auteursnamen: 071292993
- Réseau des bibliothèques de Suisse occidentale: 02-A004023549
- Système universitaire de documentation: 126763461
- Virtual International Authority File: 73932023
- WorldCat: E39PBJqQxPfy48D9R7RYP7fKBP